# (2646) Абетти
(2646) Абетти (итал. Abetti) — астероид главного пояса, который был открыт 13 марта 1977 года советским астрономом Николаем Черных в Крымской астрофизической обсерватории и назван в честь двух итальянских астрономов отца и сына, Антонио Абетти и Джорджо Абетти.

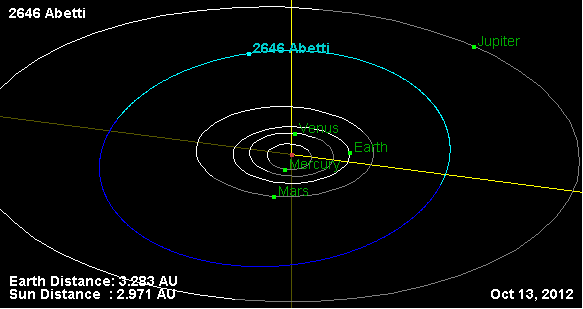
Орбита астероида Абетти и его положение в Солнечной системе